# Lazar Đ. Trišić
Lazar Trišić bio je prvi užički štampar, vlasnik i izdavač prvog užičkog lista, ovlašćeni knjižar i akcionar.

## Biografija
Rođen je u Beogradu 1857. godine. Imao je dve sestre, Ljubicu i Mariju. Sa porodicom se doselio iz Bosne 1835. godine po usvajanju Sretenjskog ustava. Njegov otac Đorđe imao je na Dorćolu veliku kačarsku radionicu sa desetak zaposlenih radnika. Ta radionica je bila na glasu. Umesto preuzimanja očevog posla, godinu dana nakon očeve smrti, štampar Lazar Trišić odlazi u Užice. U tom momentu mladi štampari odlaze u Srpsko-bugarski rat, a na njihovo mesto dolazi Trišić. Po dolasku u Užice, Trišić zapisnički preuzima imovinu Knjižarsko štamparskog filijala. Imovinu čini jedna štamparska mašina formata B-2 sa jednim tiglom na nožni pogon, olovna slova i mašina za sečenje hartije. U popisu se našla i knjižara sa policama na kojima su bili razni obrasci za državne i privatne ustanove.
Postavši vlasnik štamparije i knjižare Lazar Trišić između svog imena i prezimena upisuje i srednje slovo (prvo slovo očevog imena) deo Trišićevog autografa. Dve godine nakon dolaska u užičku varoš tridesetogodišnji Lazar se venčao sa učiteljicom Dragom Pantelić iz Čačka. Imali su osmoro dece, od kojih su njih četvoro kao maloletnici umrli.

## List "Zlatibor"
Trišić se družio sa radikalima, a oni su nastojali da u svakom mestu gde su postojali Filijale nekadašnje Zadruge štamparskih radnika pokrene list. Zbog toga Trišić u julu zajedno sa stranačkim istomišljenicima: 2 učitelja, jednim gimnazijskim profesorom i mehandžijom, pokreće list "Zlatibor".
Pre dolaska u Užice, Trišić radi na štampanju lista Odjek (koji uređuje Stojan Protić). Kada je Trišić počeo uređivati Zlatibor u posetu mu dolazi Stojan Protić, što urednik beleži kao značajnu posetu ( jer ga je savetovao oko uređivanja lista).
U novembru 1887. štamparija se seli tako da čitaoci u znak izvinjenja 8. novembra dobijaju 31. broj svoga lista sa ne 4 nego 6 strana.
Lazar je imao i učenike. Od njih su poznati Milan Stanić i Milan D. Magazinović.

## Prodaja knjižare
Trišić u pretposlednjoj godini života pokreće list ,,Užičanin”. Nakon godinu dana on umire, a njegova supruga Draga iz finansijskih razloga prodaje knjižaru, štampariju i trgovinu kancelarijskim materijalom. Nakon više bezuspešnih pokušaja da je proda, Draga prodaje knjižaru Ljubomiru Romanoviću. Upravo iz tih oglasa koji su svaki put bili za nijansu opširniji, saznalo se nešto više o knjižari.